# Fußball-Weltmeisterschaft 2022/Vereinigte Staaten
Dieser Artikel behandelt die US-amerikanische Nationalmannschaft bei der Fußball-Weltmeisterschaft 2022. Die US-Mannschaft nahm zum elften Mal an der Endrunde teil. Durch zwei Remis gegen Wales und England sowie einen Sieg gegen den Iran in der Vorrunde erreichten die USA als Gruppenzweiter das Achtelfinale, wo sie auf die Niederlande trafen. Die Begegnung beider Teams endete mit einer 1:3-Niederlage der Amerikaner, sodass die USA aus dem Turnier ausschieden.

## Qualifikation
Die Mannschaft qualifizierte sich über die Qualifikationsspiele der CONCACAF für die Weltmeisterschaft in Katar.
Das Team nahm als eine der fünf besten CONCACAF-Mannschaften erst ab der dritten Qualifikationsrunde teil und dabei traf die Mannschaft unter Nationaltrainer Gregg Berhalter auf Costa Rica, El Salvador, Honduras, Jamaika, Kanada, Mexiko und Panama. Die USA starteten mit zwei Remis, konnten dann zwei Siege nachlegen, womit sie die Tabellenführung übernahmen, mussten diese aber durch eine Niederlage in Panama im folgenden Spiel wieder an Mexiko abgeben. Den zweiten Platz zunächst hinter Mexiko, dann hinter Kanada hielten sie aber bis zum letzten Spiel. Durch eine Niederlage in Costa Rica im letzten Spiel, fielen sie zwar auf Platz 3 zurück und waren mit Costa Rica punktgleich, hatten aber die bessere Tordifferenz. Damit waren sie für die Endrunde qualifiziert.
In den 14 Spielen kamen insgesamt 38 Spieler zum Einsatz, davon vier nur einmal und 13 mindestens in der Hälfte der Spiele. 14 Spieler standen auch im Kader für den CONCACAF Gold Cup 2021, der vor der Qualifikation stattfand und den die USA gewannen. Kein Spieler wurde in allen Spielen eingesetzt. Auf 13 Spiele kamen Kellyn Acosta, Tyler Adams und Antonee Robinson, der einmal nach einer Orange passen musste. 11-mal wurden Brenden Aaronson und Miles Robinson eingesetzt. Den ersten Einsatz in der Qualifikation hatte nur Ricardo Pepi, vier Spieler kamen aber beim Gold-Cup zum Debüt: Torhüter Matt Turner, der am häufigsten im Tor stand (8×), Gianluca Busio (3 Spiele), Matthew Hoppe und James Sands (je 1). Die Kapitänsbinde trugen sechsmal Tyler Adams sowie je viermal Christian Pulisic und Walker Zimmerman.
Bester Torschütze des US-Teams war Christian Pulisic mit fünf Toren, von denen er drei im vorletzten Spiel beim 5:1-Sieg gegen Panama erzielte. Drei Tore erzielte Ricardo Pepi, der damit die Aufmerksamkeit des deutschen Bundesligisten FC Augsburg erregte, der ihn im Januar 2022 verpflichtete. Insgesamt konnten sich elf US-Amerikaner in die Torschützenliste eintragen, zudem profitierten sie von einem entscheidenden Eigentor zum 2:1-Sieg gegen Costa Rica. Ihre ersten Länderspieltore erzielten Ricardo Pepi und Antonee Robinson.

### Dritte Runde

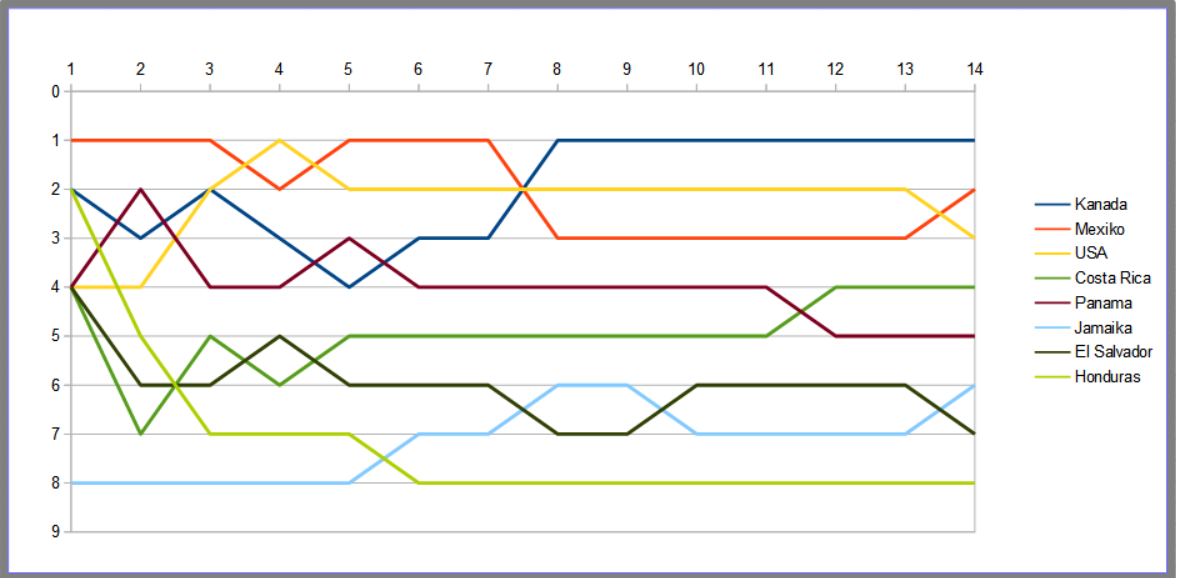
Tabellenpositionen an den 14 Spieltagen

| Datum      | Spielort       | Gastgeber          |   | Gast               | Ergebnis  | amerikanische Torschützen                                               |
| ---------- | -------------- | ------------------ | - | ------------------ | --------- | ----------------------------------------------------------------------- |
| 02.09.2021 | San Salvador   | El Salvador        | – | Vereinigte Staaten | 0:0       |                                                                         |
| 05.09.2021 | Nashville      | Vereinigte Staaten | – | Kanada             | 1:1 (0:0) | Brenden Aaronson                                                        |
| 08.09.2021 | San Pedro Sula | Honduras           | – | Vereinigte Staaten | 1:4 (1:0) | Brenden Aaronson, Sebastian Lletget, Ricardo Pepi 1, Antonee Robinson 1 |
| 07.10.2021 | Austin         | Vereinigte Staaten | – | Jamaika            | 2:0 (0:0) | Ricardo Pepi (2)                                                        |
| 10.10.2021 | Panama-Stadt   | Panama             | – | Vereinigte Staaten | 1:0 (0:0) |                                                                         |
| 13.10.2021 | Columbus       | Vereinigte Staaten | – | Costa Rica         | 2:1 (1:1) | Sergiño Dest + 1 Eigentor                                               |
| 12.11.2021 | Cincinnati     | Vereinigte Staaten | – | Mexiko             | 2:0 (0:0) | Weston McKennie, Christian Pulisic                                      |
| 16.11.2021 | Kingston       | Jamaika            | – | Vereinigte Staaten | 1:1 (1:1) | Timothy Weah                                                            |
| 27.01.2022 | Columbus       | Vereinigte Staaten | – | El Salvador        | 1:0 (0:0) | Antonee Robinson                                                        |
| 30.01.2022 | Hamilton       | Kanada             | – | Vereinigte Staaten | 2:0 (1:0) |                                                                         |
| 02.02.2022 | Saint Paul     | Vereinigte Staaten | – | Honduras           | 3:0 (2:0) | Weston McKennie, Christian Pulisic, Walker Zimmerman                    |
| 24.03.2022 | Mexiko-Stadt   | Mexiko             | – | Vereinigte Staaten | 0:0       |                                                                         |
| 27.03.2022 | Orlando        | Vereinigte Staaten | – | Panama             | 5:1 (4:0) | Christian Pulisic (3), Paul Arriola, Jesús Ferreira                     |
| 30.03.2022 | San José       | Costa Rica         | – | Vereinigte Staaten | 2:0 (0:0) |                                                                         |

#### Abschlusstabelle der dritten Runde
| Pl. | Mannschaft         | Sp. | S | U | N  | Tore    | Diff. | Punkte |
| --- | ------------------ | --- | - | - | -- | ------- | ----- | ------ |
| 1.  | Kanada             | 14  | 8 | 4 | 2  | 023:700 | +16   | 28     |
| 2.  | Mexiko             | 14  | 8 | 4 | 2  | 017:800 | +9    | 28     |
| 3.  | Vereinigte Staaten | 14  | 7 | 4 | 3  | 021:100 | +11   | 25     |
| 4.  | Costa Rica         | 14  | 7 | 4 | 3  | 013:800 | +5    | 25     |
| 5.  | Panama             | 14  | 6 | 3 | 5  | 017:190 | −2    | 21     |
| 6.  | Jamaika            | 14  | 2 | 5 | 7  | 012:220 | −10   | 11     |
| 7.  | El Salvador        | 14  | 2 | 4 | 8  | 008:180 | −10   | 10     |
| 8.  | Honduras           | 14  | 0 | 4 | 10 | 007:260 | −19   | 04     |

Anmerkung. Die viertplatzierte Mannschaft von Costa Rica spielt im Juni 2022 gegen Neuseeland im interkontinentalen Play-off.

## Vorbereitung
Die Vorbereitung bestand diesmal auch aus Pflichtspielen in der CONCACAF Nations League 2022/23.

### Spiele
| Datum      | Austragungsort       | Paarung                            | Ergebnis | Anlass                          | Torschützen der USA                                                |
| ---------- | -------------------- | ---------------------------------- | -------- | ------------------------------- | ------------------------------------------------------------------ |
| 01.06.2022 | Cincinnati           | Vereinigte Staaten – Marokko       | 3:0      | Freundschaftsspiel              | Brenden Aaronson (26.) Timothy Weah (32.), Haji Wright (64./Elfm.) |
| 05.06.2022 | Kansas City (Kansas) | Vereinigte Staaten – Uruguay       | 0:0      | Freundschaftsspiel              |                                                                    |
| 10.06.2022 | Austin               | Vereinigte Staaten – Grenada       | 5:0      | CONCACAF Nations League 2022/23 | Jesús Ferreira (43., 54., 56. 78.), Paul Arriola (62.)             |
| 14.06.2022 | San Salvador (SLV)   | El Salvador – Vereinigte Staaten   | 1:1      | CONCACAF Nations League 2022/23 | Jordan Morris (90.+1)                                              |
| 24.09.2022 | Düsseldorf (DEU)     | Vereinigte Staaten – Japan         | 0:2      | Freundschaftsspiel              |                                                                    |
| 27.09.2022 | Murcia (ESP)         | Saudi-Arabien – Vereinigte Staaten | 0:0      | Freundschaftsspiel              |                                                                    |

Anmerkung: Kursiv gesetzte Mannschaften sind nicht für die WM qualifiziert.

## Kader
Den Kader gab Trainer Gregg Berhalter am 9. November 2022 bekannt.
DeAndre Yedlin ist der einzige Spieler mit WM-Erfahrung.
| Nr. 1 | Spieler                | Verein 2                 | Länderspiel- einsätze 3 | Länderspiel- tore 3 | Geburtsdatum  | Spiele   | Tore     | Gelbe Karte | Gelb-Rote Karte | Rote Karte | WM-Teilnahmen | WM-Spiele (vor 2022) | WM-Tore (vor 2022) |
| Torhüter | Torhüter               | Torhüter                 | Torhüter                | Torhüter            | Torhüter      | Torhüter | Torhüter | Torhüter    | Torhüter        | Torhüter   | Torhüter      | Torhüter             | Torhüter           |
| --- | ---------------------- | ------------------------ | ----------------------- | ------------------- | ------------- | -------- | -------- | ----------- | --------------- | ---------- | ------------- | -------------------- | ------------------ |
| 12 | Ethan Horvath          | Luton Town               | 08                      | 0                   | 9. Juni 1995  |          |          |             |                 |            |               |                      |                    |
| 25 | Sean Johnson           | New York City FC         | 10                      | 0                   | 31. Mai 1989  |          |          |             |                 |            |               |                      |                    |
| 01 | Matt Turner            | FC Arsenal               | 20                      | 0                   | 24. Juni 1994 | 4        |          |             |                 |            |               |                      |                    |
| Abwehr |                        |                          |                         |                     |               |          |          |             |                 |            |               |                      |                    |
| 20 | Cameron Carter-Vickers | Celtic Glasgow           | 11                      | 0                   | 31. Dez. 1997 | 1        |          |             |                 |            |               |                      |                    |
| 02 | Sergiño Dest           | AC Mailand               | 19                      | 2                   | 3. Nov. 2000  | 4        |          | 1           |                 |            |               |                      |                    |
| 15 | Aaron Long             | New York Red Bulls       | 29                      | 3                   | 12. Okt. 1992 |          |          |             |                 |            |               |                      |                    |
| 18 | Shaquell Moore         | Nashville SC             | 15                      | 1                   | 2. Nov. 1996  | 2        |          |             |                 |            |               |                      |                    |
| 13 | Tim Ream               | FC Fulham                | 46                      | 1                   | 5. Okt. 1987  | 3        |          | 1           |                 |            |               |                      |                    |
| 05 | Antonee Robinson       | FC Fulham                | 29                      | 2                   | 8. Aug. 1997  | 4        |          |             |                 |            |               |                      |                    |
| 26 | Joe Scally             | Borussia Mönchengladbach | 03                      | 0                   | 31. Dez. 2002 |          |          |             |                 |            |               |                      |                    |
| 22 | DeAndre Yedlin         | Inter Miami              | 75                      | 0                   | 9. Juli 1993  | 2        |          |             |                 |            | 2014          | 3                    | 0                  |
| 03 | Walker Zimmerman       | Nashville SC             | 33                      | 3                   | 19. Mai 1993  | 4        |          |             |                 |            |               |                      |                    |
| Mittelfeld |                        |                          |                         |                     |               |          |          |             |                 |            |               |                      |                    |
| 11 | Brenden Aaronson       | Leeds United             | 24                      | 6                   | 22. Okt. 2000 | 4        |          |             |                 |            |               |                      |                    |
| 23 | Kellyn Acosta          | Los Angeles FC           | 53                      | 2                   | 24. Juli 1995 | 2        |          | 1           |                 |            |               |                      |                    |
| 04 | Tyler Adams            | Leeds United             | 32                      | 1                   | 14. Feb. 1999 | 4        |          | 1           |                 |            |               |                      |                    |
| 08 | Weston McKennie        | Juventus Turin           | 37                      | 9                   | 28. Aug. 1998 | 4        |          | 1           |                 |            |               |                      |                    |
| 06 | Yunus Musah            | FC Valencia              | 19                      | 0                   | 29. Nov. 2002 | 4        |          |             |                 |            |               |                      |                    |
| 17 | Cristian Roldan        | Seattle Sounders         | 32                      | 0                   | 3. Juni 1995  |          |          |             |                 |            |               |                      |                    |
| 14 | Luca de la Torre       | Celta Vigo               | 12                      | 0                   | 23. Mai 1998  |          |          |             |                 |            |               |                      |                    |
| Sturm |                        |                          |                         |                     |               |          |          |             |                 |            |               |                      |                    |
| 09 | Jesús Ferreira         | FC Dallas                | 15                      | 7                   | 24. Dez. 2000 | 1        |          |             |                 |            |               |                      |                    |
| 16 | Jordan Morris          | Seattle Sounders         | 49                      | 110                 | 26. Okt. 1994 | 2        |          |             |                 |            |               |                      |                    |
| 10 | Christian Pulisic      | FC Chelsea               | 52                      | 210                 | 18. Sep. 1998 | 4        | 1        |             |                 |            |               |                      |                    |
| 07 | Giovanni Reyna         | Borussia Dortmund        | 14                      | 4                   | 13. Nov. 2002 | 2        |          |             |                 |            |               |                      |                    |
| 24 | Josh Sargent           | Norwich City             | 20                      | 5                   | 20. Feb. 2000 | 3        |          |             |                 |            |               |                      |                    |
| 21 | Timothy Weah           | OSC Lille                | 25                      | 3                   | 22. Feb. 2000 | 4        | 1        |             |                 |            |               |                      |                    |
| 19 | Haji Wright            | Antalyaspor              | 03                      | 1                   | 27. März 1998 | 4        | 1        |             |                 |            |               |                      |                    |
| Trainerstab |                        |                          |                         |                     |               |          |          |             |                 |            |               |                      |                    |
| | Gregg Berhalter        | Trainer                  | 44 4                    | 0                   | 1. Aug. 1973  |          |          |             |                 |            | 2002 4        | 2 4                  | 0                  |
| | Anthony Hudson         | Trainerassistent         |                         |                     | 11. März 1981 |          |          |             |                 |            |               |                      |                    |
| | Luchi González         | Trainerassistent         |                         |                     | 14. Juli 1980 |          |          |             |                 |            |               |                      |                    |
| | Aron Hyde              | Torwarttrainer           |                         |                     | 30. Nov. 1982 |          |          |             |                 |            |               |                      |                    |
| 1 Nummern gemäß Kaderliste der FIFA 2 Kursiv gesetzte Vereine spielen in der WM-Saison in der zweiten Liga 3 Angegeben sind nur die Spiele und Tore, die vor Beginn der Weltmeisterschaft absolviert bzw. erzielt wurden (Stand: 27. September 2022, nach dem letzten Spiel vor der Endrunde) 4 Als Spieler |                        |                          |                         |                     |               |          |          |             |                 |            |               |                      |                    |

## Endrunde

### Gruppenphase
Für die Auslosung der Qualifikationsgruppen am 1. April waren die USA Topf 2 zugeordnet und konnten daher in eine Gruppe mit Rekordweltmeister Brasilien, Titelverteidiger Frankreich oder Gastgeber Katar, aber z. B. nicht Deutschland gelost werden, das auch in Topf 2 war. Die USA konnten auch nicht Kanada und Mexiko, den beiden ebenfalls qualifizierten CONCACAF-Mannschaften zugelost. Die USA wurden England, dem Gruppenkopf der Gruppe B zugelost und erhielten zudem den Iran und Wales. Bisher spielten die USA 11-mal gegen England, verlor davon acht Spiele, gewann zweimal (1950 in der WM-Vorrunde und 1993 beim US-Cup) und spielte einmal remis (2010 in der WM-Vorrunde). Gegen den Iran haben die US-Amerikaner schon bei der WM 1998 gespielt und verloren mit 1:2. Zudem gab es noch ein Remis in einem Freundschaftsspiel. Gegen die Waliser gab es noch keine Wettbewerbsspiele. In Freundschaftsspielen gewannen die USA einmal und spielten einmal remis.

### Spiele der Gruppenphase / Gruppe B
| Pl. | Land    | Sp. | S | U | N | Tore    | Diff. | Punkte |
| --- | ------- | --- | - | - | - | ------- | ----- | ------ |
| 1.  | England | 3   | 2 | 1 | 0 | 009:200 | +7    | 07     |
| 2.  | USA     | 3   | 1 | 2 | 0 | 002:100 | +1    | 05     |
| 3.  | Iran    | 3   | 1 | 0 | 2 | 004:700 | −3    | 03     |
| 4.  | Wales   | 3   | 0 | 1 | 2 | 001:600 | −5    | 01     |

| Mo., 21. November 2022 um 22:00 Uhr (20:00 Uhr MEZ) in ar-Rayyan (Ahmed bin Ali Stadium) |   |       |           |                         |
| USA                                                                                      | – | Wales | 1:1 (1:0) | Timothy Weah (36.)      |
| Fr., 25. November 2022 um 22:00 Uhr (20:00 Uhr MEZ) in al-Chaur (al-Bayt-Stadion)        |   |       |           |                         |
| England                                                                                  | – | USA   | 0:0       |                         |
| Di., 29. November 2022 um 22:00 Uhr (20:00 Uhr MEZ) in Doha (al-Thumama-Stadion)         |   |       |           |                         |
| Iran                                                                                     | – | USA   | 0:1 (0:1) | Christian Pulišić (38.) |

### K.-o.-Runde
| |   |     |           |
| Achtelfinale – Sa., 3. Dezember 2022 um 18:00 Uhr (16:00 Uhr MEZ) in ar-Rayyan (Khalifa International Stadium) |   |     |           |
| Niederlande | – | USA | 3:1 (2:0) |